# Llista d'incidents a la zona del triangle de les Bermudes
Aquesta és una llista sobre incidents d'aviació que han passat a l'àrea del triangle de les Bermudes.
Incidents d'aviació:
1945: 10 de juliol: Thomas Arthur Garner, AMM3, USN, juntament amb altres onze membres de la tripulació, es van perdre al mar en un hidroavió de patrulla PBM3S de la Marina dels Estats Units, Bu. No.6545, Sqd VPB2-OTU#3, al Triangle de les Bermudes. Van sortir de la Naval Air Station, Banana River, Florida, a les 19:07. El 9 de juliol de 1945, per a un vol d'entrenament amb radar a Great Exuma, Bahames. El seu darrer informe de posició de ràdio es va enviar a les 1:16 a.m., el 10 de juliol de 1945, amb una latitud/longitud de 25.22N 77.34W, prop de l'illa Providence, després de la qual cosa no se'ls va tornar a saber. Una extensa recerca en superfície i aèria de deu dies, inclosa una escombrada de transportistes, no va trobar res.
1945: 5 de desembre, el vol 19 (cinc TBF Avengers) es va perdre amb 14 aviadors, i més tard el mateix dia el PBM Mariner BuNo 59225 es va perdre també amb 13 aviadors mentre buscava el vol 19.
1947: 3 de juliol, un Douglas C-54 es va estavellar a la costa de Florida després que el pilot perdés el control en les turbulències.
1948: 30 de gener, Avro Tudor G-AHNP Star Tiger va perdre amb sis tripulants i 27 passatgers, en ruta des de l'aeroport de Santa Maria a les Açores fins a Kindley Field, Bermudes.
1948: 28 de desembre, Douglas DC-3 NC16002 va perdre amb tres tripulants i 36 passatgers, en ruta de San Juan, Puerto Rico, a Miami, Florida.
1949: 17 de gener, Avro Tudor G-AGRE Star Ariel va perdre amb set tripulants i 13 passatgers, en ruta des de Kindley Field, Bermudes, fins a l'aeroport de Kingston, Jamaica.
1965: 9 de juny, un vagó volador C-119 de la USAF de la 440a ala de transport de tropes desaparegut entre Florida i l'illa de Grand Turk L'última trucada de l'avió va arribar des d'un punt just al nord de Crooked Island, Bahames, i a 177 milles de Illa Grand Turk. El 18 de juliol de 1965, es van trobar restes de l'avió a la platja de Gold Rock Cay, just al costat de la costa nord-est de l'illa Acklins.
1965: 6 de desembre, el soldat ERCO Ercoupe F01 es va perdre amb un pilot i un passatger, en ruta des de Ft. De Lauderdale a l'illa de Gran Bahames.
2005: 20 de juny, un Piper PA-23 va desaparèixer entre Treasure Cay Island, Bahames i Fort Pierce, Florida. Hi havia tres persones a bord.
2017: 23 de febrer, el vol TK183 de Turkish Airlines (un Airbus A330-200) es va veure obligat a canviar de direcció des de l'Havana, Cuba, fins a l'aeroport de Washington Dulles després que es produïssin alguns problemes mecànics i elèctrics sobre el triangle.
2017: 15 de maig, un avió privat MU-2B estava a 24.000 peus quan va desaparèixer del contacte de radar i ràdio amb controladors de trànsit aeri a Miami. Les restes de l'avió es van trobar més tard.